# Nieuw Jacobkondre
Nieuw Jacobkondre este un oraș din Surinam. Este situat pe malul râului Saramacca.